# Saevinius Proculus
Saevinius Proculus (sein Praenomen ist nicht bekannt) war ein im 2. und 3. Jahrhundert n. Chr. lebender Angehöriger des römischen Senatorenstandes.
Durch zwei Inschriften, die in Timgad gefunden wurden und die auf 198/199 datiert sind, ist belegt, dass ein Saevinius Proculus Tribunus laticlavius in der Legio III Augusta war, die ihr Hauptlager in Lambaesis hatte. Darüber hinaus war er curator civitatis in der Kolonie Thamugadi. Durch zwei weitere Inschriften aus Rom, die auf 204 datiert sind, ist ein Saevinius Proculus als XVvir sacris faciundis belegt, der an den Ludi saeculares unter Septimius Severus teilnahm. Bei dem Tribunen und dem XVvir dürfte es sich wahrscheinlich um dieselbe Person handeln.
Saevinius Proculus war vermutlich der Sohn von Lucius Saevinius Proculus.